# Objecció fiscal
La objecció fiscal a les despeses militars és una forma de desobediència civil consistent en no pagar la part proporcional dels impostos que es destinen directament o indirecta al ministeri de defensa o altres activitats de caràcter militar. També poden existir diverses formes d'objecció fiscal que denuncien diferents despeses públiques.

## Història
Tot i tenir diversos antecedents històrics, el referent més conegut és el de Henry Thoreau, que en la seu assaig La desobediència civil de l'any 1849 exposa els motius polítics pels quals es negava a pagar un impost a l'estat nord-americà, ja que li retreia que sostingués l'esclavatge que regnava aleshores al Sud i dugués a terme una guerra contra Mèxic.
A l'estat espanyol, existeixen antecedents contemporanis abans i durant la Guerra Civil per part de grups anarquistes, però no és fins a l'any 1982 que s'inicia una campanya per l'objecció fiscal, en relació al rebuig a l'entrada d'Espanya a l'OTAN i amb el moviment de l'Objecció de consciència al servei militar.

## Procediment
L'objecció fiscal a l'Estat espanyol es realitza a partir de la declaració de la renda i els contribuents es desgraven la quantitat que consideren oportuna segons diferents criteris, ja sigui aplicant el percentatge de la despesa militar a l'import que l'estat els recapta (aproximadament un 5%), o una xifra fixa, ja sigui aproximada o simbòlica.
Els objectors destinen els diners que no paguen a hisenda a algun projecte u organització que considerin més adient que la despesa militar. Es calcula que des de l'any 1985 s'han recaptat 600.000 euros a partir de l'objecció fiscal.
L'objecció fiscal no és un dret explícitament reconegut, però existeix jurisprudència segons la qual l'objecció de consciència per motius ideològics i, per tant, també la seva variant fiscal, estarien emparats per la Constitució Espanyola sota la forma de llibertat de consciència. En el cas que hisenda detecti l'objecció, reclamarà l'import desgravat de manera improcedent, però en cap cas podria sancionar el contribuent.